# 언어 장벽
언어 장벽은 주로 커뮤니케이션에 대한 언어적 장벽, 즉 원래 다른 언어를 사용하는 사람이나 집단이 경험하는 의사소통의 어려움, 심지어 어떤 경우에는 방언을 가리키는 데 사용되는 비유적인 문구이다.
언어장벽은 대인관계 형성을 방해하고 오해를 불러일으켜 갈등, 좌절, 공격, 폭력, 감정적 상처를 초래하고 시간, 노력, 돈, 인간의 삶을 낭비하게 할 수 있다.

## 오해
한 환경에 여러 언어가 존재하는 경우에는 언어 장벽도 여러 개 있을 것이라고 가정하는 경우가 있다. 다국어 사회에는 일반적으로 링구아 프랑카와 구성원들이 하나 이상의 언어, 즉 적응을 배우는 전통이 있다. 이해의 장벽을 완전히 제거하지는 못하지만, 통과할 수 없는 언어 장벽이라는 개념을 부정하는 것이다.
예를 들어, 런던에서만 약 250개의 다양한 언어가 사용되지만 평균적으로 모든 인종 그룹의 구성원은 영국 사회에 동화되어 생산적인 구성원이 된다.

## 결과
언어 장벽은 의료 서비스 이용에 영향을 미칠 수 있다. 예를 들어, 한 연구에 따르면 문화 및 언어 장벽에 직면한 파키스탄계 영국인 여성은 유방 검진이 여성 전용 환경에서 실시된다는 사실을 모르기 때문에 참석할 가능성이 적었다.

## 같이 보기
- 다중언어
- 국제어